# Lago Juncal
El lago Juncal es una masa superficial de agua léntica ubicada en la cuenca del río Baker, en la Región de Aysén, Chile. 

## Ubicación y descripción
Su espejo de agua cubre un área de 5 km².: 568 

## Hidrografía
Pertenece a una cadena de lagos conformada por la laguna Larga, el lago Chacabuco y el lago Juncal que sucesivamente tributan al siguiente para finalmente descargar sus aguas en el río del Salto. El emisario del lago es el río Desaguadero. 

## Historia
Luis Risopatrón lo describe en su Diccionario Jeográfico de Chile de 1924:
Juncal (Laguna) 47° 21' 72° 43'. Presenta aguas turbias, es de poco mas de 3 kilómetros de largo i 2 km de ancho, está orillada de barrancos i farallones bajos de formación esquistosa i se encuentra a 215 m de altitud, en la depresión del rio Desaguadero, a 155 m mas abajo del nivel de las aguas de su tributaria, la laguna Chacabuco; desagua a la márjen S de la parte inferior del rio de El Salto, del Baker. 111, II, p. 386 i 388 i mapa de Steffen (1909); 134; i 156; i Sorpresa en 154.

## Población, economía y ecología
SERNATUR lo describe como:: 43 
Se localiza más al sur del lago Esmeralda, es un pequeño lago rodeado de vegetación nativa, especialmente renovales de coigues y ñirres. Es perceptible desde el camino austral ya que se ubica entre el río Baker y esta ruta. Su atractivo radica en su potencial para el desarrollo de actividades asociadas a la pesca recreativa principalmente.